# Лорънс (окръг, Кентъки)
Вижте пояснителната страница за други значения на Лорънс.
Окръг Лорънс (на английски: Lawrence County) е окръг в щата Кентъки, Съединени американски щати. Площта му е 1088 km², а населението - 15 569 души (2000). Административен център е град Луиза.